# Stirb für mich
Stirb für mich ist ein kanadischer Psychothriller aus dem Jahr 1997. Er ist die erste Regiearbeit der Schauspielerin Sara Botsford. Die Fernsehfassung trägt den Titel Selbstmord auf Befehl.

## Handlung
Die Anwältin Suzanne St. Laurent bekommt einen Anruf. Ein Unbekannter droht mit der Ermordung ihrer Tochter Nicole. Die einzige Möglichkeit für sie sie zu retten ist, sich selbst zu töten. Da der Unbekannte ihre ganze Wohnung mit Minikameras verkabelt hat, kann Suzanne niemanden zur Hilfe rufen. Sie sucht verzweifelt nach einem Ausweg. Denn um ihre Tochter und sich selbst zu retten, muss sie den Unbekannten überlisten. Sie macht auf sich aufmerksam, indem sie im Badezimmer das Waschbecken überlaufen lässt und eine andere Mieterin die Polizei informiert. 
Als Nicole, die betäubt wurde, wieder zu sich kommt, merkt sie, dass Gail Swift, eine Mitbewohnerin, die Erpresserin ist. Sie möchte sich bei Suzanne rächen, da sie ihr bei einem Gerichtsprozess unterlegen war. 
Ein Einsatzteam der Polizei versucht nun, Suzanne zu befreien. Als die von Gail verstrichene Frist für den Selbstmord abläuft, täuscht Suzanne ihn vor der Kamera vor. Die Polizei stört das Signal zwischen der Kamera und Gails Wohnung. Durch einen Fehler merkt Gail jedoch, dass Suzanne noch lebt und die Polizei in Suzannes Wohnung ist. Gail  flüchtet mit Nicole aus ihrer Wohnung und bringt Nicole zum Swimmingpool. Dort versucht sie, Nicole zu ertränken, wird aber von der herbeieilenden Suzanne und der Polizei überwältigt.
In einem Nachspann berichtet Nicole, dass Gail für mehrere Jahre in eine Anstalt eingewiesen wurde, Suzanne und sie in eine neue Wohnung gezogen seien und sie wieder Kontakt mit ihrem Vater aufgenommen hat.

## Kritik
„Ein minimalistischer Thriller, der seine Spannung nur unter Mühen aufbauen und halten kann. Technisch immerhin solide, lotet der Film keineswegs das Potential des Stoffes aus und beläßt es bei einer recht oberflächlichen Geschichte, die die guten Schauspieler sichtlich unterfordert.“

„Gute Story, unspannend inszeniert.“